# Natasha Farinea

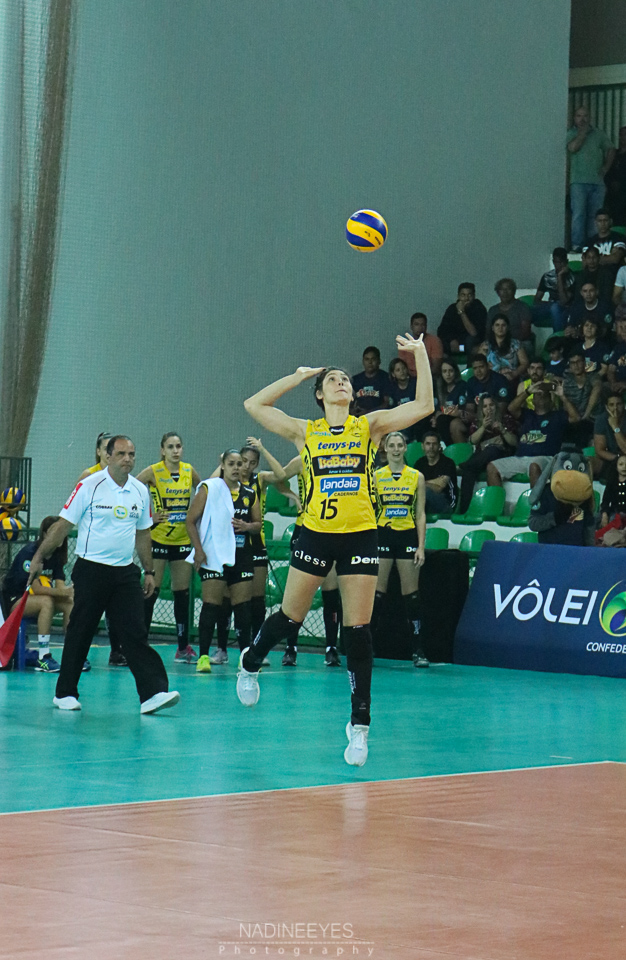
Natasha Farinea podczas wykonywania zagrywki w drużynie Dentil/Praia Clube w sezonie 2017/2018

Natasha Farinea (ur. 8 lutego 1986 w Porto Murtinho) – brazylijska siatkarka, grająca na pozycji środkowej. 

## Kariera klubowa
| Lata      | Klub                       |
| 2004–2009 | São Caetano Esporte Clube  |
| 2009–2012 | Usiminas/Minas Tênis Clube |
| 2012–2013 | Vôlei Amil Campinas        |
| 2013–2014 | Unilever Rio de Janeiro    |
| 2014–2018 | Dentil/Praia Clube         |
| 2018–2019 | Audax Osasco               |
| 2019–2021 | Fluminense FC              |
| 2021–2022 | Vôlei Taubaté              |
| 2022–2023 | SL Benfica                 |
| 2023–2024 | Bluvolei Furb SME          |
| 2024–     | ABEL Moda Vôlei            |

## Sukcesy klubowe
Mistrzostwo Brazylii:
- 2014, 2018
- 2016
- 2009, 2013, 2017, 2019

Klubowe Mistrzostwa Świata:
- 2013

Klubowe Mistrzostwa Ameryki Południowej:
- 2017

## Sukcesy reprezentacyjne
Mistrzostwa Świata Juniorek:
- 2005

Letnia Uniwersjada:
- 2011
- 2013

Puchar Borysa Jelcyna:
- 2011

Puchar Panamerykański:
- 2012

## Nagrody indywidualne
- 2012: Najlepsza blokująca Pucharu Panamerykańskiego
- 2013: Najlepsza blokująca Letniej Uniwersjady w Kazaniu